# Nacional de Clubes
Le championnat d'Argentine de rugby à XV ou Nacional de Clubes est une compétition de clubs de rugby à XV rassemblant l'élite des clubs argentins. Ce championnat comprend seize clubs répartis en quatre poules.
Les premiers de chaque poule sont qualifiés pour les demi-finales de finale de la compétition. Les seize clubs sont choisis dans leur propre championnat : sept proviennent de la province de Buenos Aires (fédération de l'Unión de Rugby de Buenos Aires), trois du Torneo del Litoral, trois du Torneo del Noroeste, 2 du Torneo del Centro, et un enfin issu du Torneo de Córdoba.

## Historique
Le 14 juin 2013, la Fédération argentine a officiellement entériné la création du nouveau Nacional Torneo de Clubes qui se tiendra à partir de 2014. Au préalable, la Commission des Compétitions a travaillé avec toutes les régions à la recherche du meilleur format. Durant cette période, la consultation a permis de trouver un consensus qui prend en compte les intérêts communs des provinces et des régions qui composent l'Unión. Le championnat sera disputé par seize équipes entre le 15 mars 2014 et le 3 mai 2014 : 9 seront issues du Tournoi de l'Intérieur ou Torneo del Interior et les 7 autres émaneront du Top 14 de l'Unión de Rugby de Buenos Aires.

## Logo
En 2023, la Fédération argentine simplifie son logo afin de pouvoir mettre l'accent sur chacune de ses sélections et compétitions nationales en leur dédiant pour chacune une identité visuelle spécifique.

Évolution du logo de la compétition
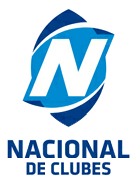
Logo abandonné en 2023.
Logo instauré en 2023.

## Clubs de l'édition 2023
Les douze équipes participantes sont les suivantes :
- Asociación Alumni (Tortuguitas)
- Atlético del Rosario (Rosario)
- Belgrano Athletic Club (Buenos Aires)
- Buenos Aires CRC (San Fernando)
- Club Atlético San Isidro (CASI) (San Isidro)
- Club Universitario de Buenos Aires (CUBA) (Buenos Aires)
- Hindú Club (Don Torcuato)
- La Plata Rugby Club (La Plata)
- Club Newman (Benavídez)
- Club Pucará (Burzaco)
- San Isidro Club (SIC) (San Isidro)
- Club San Luis (La Plata)

## Palmarès
| 1993 | San Isidro Club                                | 27 - 19                                        | Tucumán RC                                     |                                                |                                                |                                                |                                                |                                                |                                                |
| 1994 | San Isidro Club                                | 28 - 12                                        | La Tablada Córdoba                             |                                                |                                                |                                                |                                                |                                                |                                                |
| 1995 | CA San Isidro                                  | 19 - 6                                         | La Plata RC                                    |                                                |                                                |                                                |                                                |                                                |                                                |
| 1996 | Hindú Club                                     | 21 - 11                                        | Alumni AC                                      |                                                |                                                |                                                |                                                |                                                |                                                |
| 1997 | Jockey Club Rosario                            | 24 - 14                                        | Hindú Club                                     |                                                |                                                |                                                |                                                |                                                |                                                |
| 1998 | Club San Cirano                                | 22 - 22                                        | Club San Luis                                  |                                                |                                                |                                                |                                                |                                                |                                                |
| 1999 | La Tablada Córdoba                             | 23 - 22                                        | Duendes Rosario                                |                                                |                                                |                                                |                                                |                                                |                                                |
| 2000 | Non disputé                                    | Non disputé                                    | Non disputé                                    | Non disputé                                    | Non disputé                                    | Non disputé                                    | Non disputé                                    | Non disputé                                    | Non disputé                                    |
| 2001 | Hindú Club                                     | 27 - 14                                        | Alumni AC                                      |                                                |                                                |                                                |                                                |                                                |                                                |
| 2002 | Alumni AC                                      | 23 - 21                                        | Jockey Club Rosario                            |                                                |                                                |                                                |                                                |                                                |                                                |
| 2003 | Hindú Club                                     | 31 - 27                                        | Duendes Rosario                                |                                                |                                                |                                                |                                                |                                                |                                                |
| 2004 | Duendes Rosario                                | 32 - 21                                        | Los Tarcos                                     |                                                |                                                |                                                |                                                |                                                |                                                |
| 2005 | Hindú Club                                     | 17 - 13                                        | Club San Luis                                  |                                                |                                                |                                                |                                                |                                                |                                                |
| 2006 | San Isidro Club                                | 36 - 7                                         | Tala RC                                        |                                                |                                                |                                                |                                                |                                                |                                                |
| 2007 | La Plata RC                                    | 32 - 13                                        | Tucumán RC                                     |                                                |                                                |                                                |                                                |                                                |                                                |
| 2008 | San Isidro Club                                | 33 - 8                                         | La Plata RC                                    |                                                |                                                |                                                |                                                |                                                |                                                |
| 2009 | Duendes Rosario                                | 28 - 18                                        | Hindú Club                                     |                                                |                                                |                                                |                                                |                                                |                                                |
| 2010 | Hindú Club                                     | 25 - 22                                        | La Tablada Córdoba                             |                                                |                                                |                                                |                                                |                                                |                                                |
| 2011 | Duendes Rosario                                | 26 - 23                                        | La Tablada Córdoba                             |                                                |                                                |                                                |                                                |                                                |                                                |
| 2012 | Non disputé                                    | Non disputé                                    | Non disputé                                    | Non disputé                                    | Non disputé                                    | Non disputé                                    | Non disputé                                    | Non disputé                                    | Non disputé                                    |
| 2013 | Non disputé                                    | Non disputé                                    | Non disputé                                    | Non disputé                                    | Non disputé                                    | Non disputé                                    | Non disputé                                    | Non disputé                                    | Non disputé                                    |
| 2014 | CU Buenos Aires                                | 21 - 20                                        | Duendes Rosario                                |                                                |                                                |                                                |                                                |                                                |                                                |
| 2015 | Hindú Club                                     | 27 - 25                                        | Newman                                         |                                                |                                                |                                                |                                                |                                                |                                                |
| 2016 | Hindú Club                                     | 38 - 23                                        | Belgrano AC                                    |                                                |                                                |                                                |                                                |                                                |                                                |
| 2017 | Hindú Club                                     | 20 - 10                                        | Tala                                           |                                                |                                                |                                                |                                                |                                                |                                                |
| 2018 | Hindú Club                                     | 25 - 0                                         | Newman                                         |                                                |                                                |                                                |                                                |                                                |                                                |
| 2019 | Hindú Club                                     | 18 - 13                                        | Jockey Club Rosario                            |                                                |                                                |                                                |                                                |                                                |                                                |
| 2020 | Non disputé à cause de la pandémie de Covid-19 | Non disputé à cause de la pandémie de Covid-19 | Non disputé à cause de la pandémie de Covid-19 | Non disputé à cause de la pandémie de Covid-19 | Non disputé à cause de la pandémie de Covid-19 | Non disputé à cause de la pandémie de Covid-19 | Non disputé à cause de la pandémie de Covid-19 | Non disputé à cause de la pandémie de Covid-19 | Non disputé à cause de la pandémie de Covid-19 |
| 2021 | Non disputé à cause de la pandémie de Covid-19 | Non disputé à cause de la pandémie de Covid-19 | Non disputé à cause de la pandémie de Covid-19 | Non disputé à cause de la pandémie de Covid-19 | Non disputé à cause de la pandémie de Covid-19 | Non disputé à cause de la pandémie de Covid-19 | Non disputé à cause de la pandémie de Covid-19 | Non disputé à cause de la pandémie de Covid-19 | Non disputé à cause de la pandémie de Covid-19 |
| 2022 | Hindú Club                                     | 34 - 16                                        | Duendes Rosario                                |                                                |                                                |                                                |                                                |                                                |                                                |
| 2023 | San Isidro Club                                | 25 - 18                                        | Universitario Rugby Club                       |                                                |                                                |                                                |                                                |                                                |                                                |

## Bilan
| Club                | Titre(s) | Premier(s) - Dernier(s) |
| ------------------- | -------- | ----------------------- |
| Hindú Club          | 11       | 1996-2022               |
| San Isidro Club     | 5        | 1993-2023               |
| Duendes Rosario     | 3        | 2004-2011               |
| Alumni AC           | 1        | 2002                    |
| CA San Isidro       | 1        | 1995                    |
| Jockey Club Rosario | 1        | 1997                    |
| La Tablada Córdoba  | 1        | 1999                    |
| Club San Luis       | 1        | 1998                    |
| Club San Cirano     | 1        | 1998                    |
| La Plata RC         | 1        | 2007                    |
| CU Buenos Aires     | 1        | 2014                    |